# Walliswil bei Niederbipp
Walliswil bei Niederbipp is een gemeente en plaats in het Zwitserse kanton Bern, en maakt deel uit van het district Oberaargau.
Walliswil bei Niederbipp telt 217 inwoners.